# Dicksonia archboldii
Dicksonia archboldii är en ormbunkeart som beskrevs av Edwin Bingham Copeland. Dicksonia archboldii ingår i släktet Dicksonia och familjen Dicksoniaceae. Inga underarter finns listade.